# Norfolk Southern-Gregson Street Overpass
Il Norfolk Southern-Gregson Street Overpass, comunemente noto come 11foot8 bridge e soprannominato The Can Opener (in italiano: L'apriscatole) è un ponte ferroviario situato a Durham, in Carolina del Nord. Il cavalcavia fu progettato negli anni '20 e costruito nel 1940 con un'altezza massima per il transito dei veicoli pari a 11 piedi 8 pollici (3,56 m) che, ai tempi dell'apertura, era considerata un'altezza standard per questa tipologia di ponti. A partire dal 1973, tale altezza è stata aumentata a 14 piedi (4,27 m), ossia 2 piedi 4 pollici (0,71 m) in più rispetto all'11foot8 bridge.
Nonostante i numerosi segnali verticali e luminosi di avvertimento installati in corrispondenza del ponte, un gran numero di camion, autobus e camper si scontra periodicamente contro il cavalcavia, alle volte ad alta velocità. Tali impatti possono provocare la rottura della copertura superiore di camion e furgoni oppure il danneggiamento di elementi installati sopra al tetto, come impianti per l'aria condizionata o di materiali trasportati che eccedano l'altezza massima del ponte. Proprio per i frequenti incidenti in cui il tetto dei camion è stato scoperchiato, il ponte si è guadagnato i soprannomi di apriscatole e ghigliottina di Gregson Street. Nonostante l'alto numero di incidenti che si sono verificati negli anni, sono stati riportati complessivamente solo tre feriti, fatto che ha reso la ricostruzione del ponte una problematica con una bassa priorità.

Nell'ottobre 2019, la North Carolina Railroad Company, proprietaria del ponte e dei binari che lo attraversano, ha completato il sollevamento del ponte per ulteriori 8 pollici (0,2 m), portando così la sua altezza agli attuali 12 piedi 4 pollici (3,76 m) con l'intento di ridurre le collisioni, nonostante l'altezza del ponte risulti ancora ben al di sotto dell'altezza standard.
Il ponte ha acquistato molta fama nel 2008, quando sono state installate due telecamere per monitorare le collisioni con il cavalcavia stesso, interamente pubblicate sul canale YouTube creato per contenere tutte le riprese inerenti al ponte. 

## Provvedimenti ufficiali

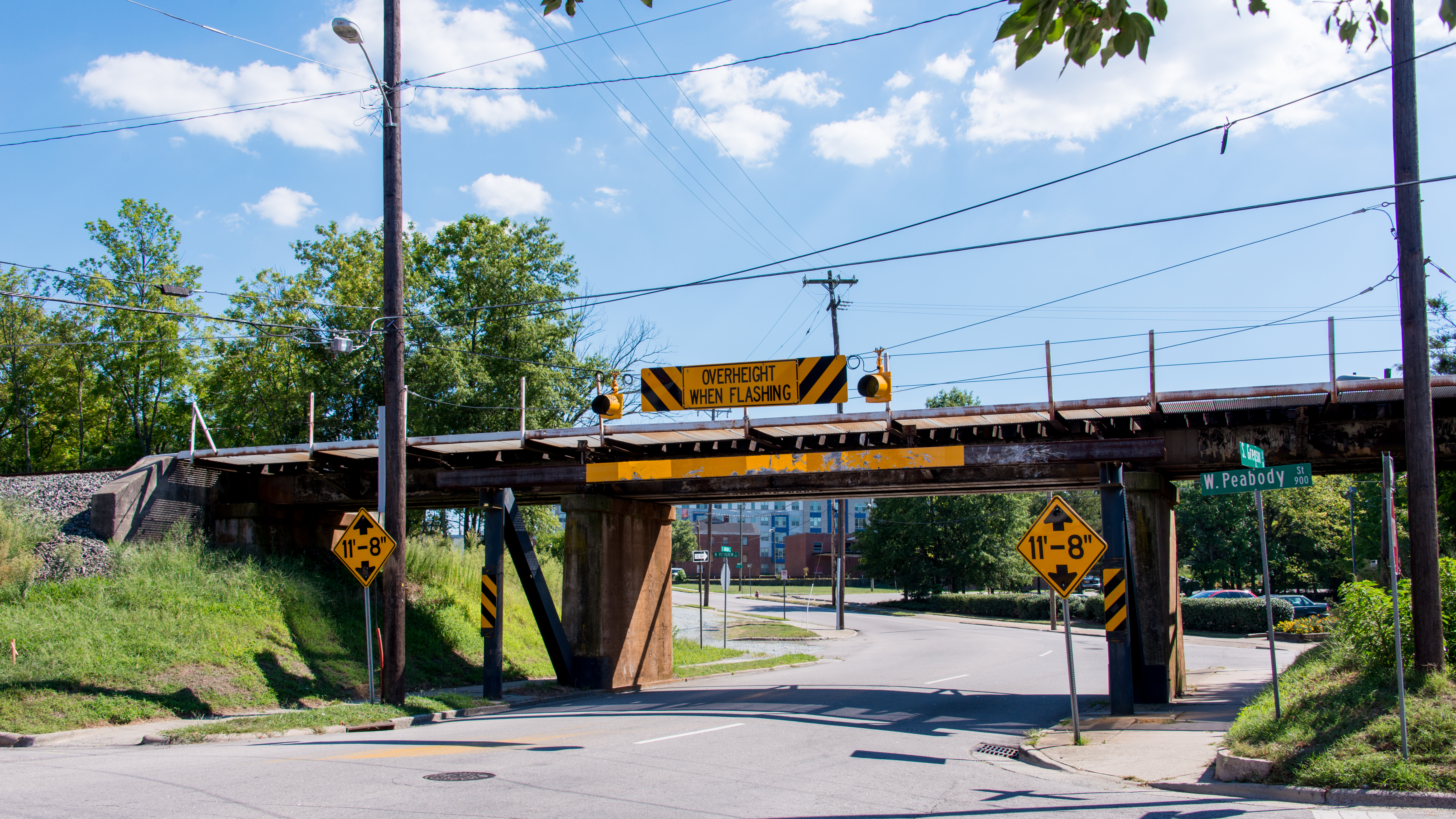
Segnaletica luminosa installata all11foot8 bridge fino al 2016

### Segnaletica luminosa di avviso
La città ha installato uno speciale sistema di avvertimento per i conducenti di veicoli molto alti. Un sensore rilevava l'altezza dei veicoli che si approssimavano a transitare sotto il ponte, attivando in caso di superamento dell'altezza massima, due lanterne gialle lampeggianti, affiancate da un segnale con la scritta "OVERHEIGHT WHEN FLASHING", in modo tale che i conducenti si accorgessero del pericolo ed evitassero la collisione.

### Nuovo semaforo
Nel maggio 2016, la città ha nuovamente tentato di risolvere il problema installando un semaforo all'incrocio, in sostituzione delle lanterne gialle. Quando un veicolo troppo alto per transitare si avvicina all'incrocio, il semaforo passa a rosso e un pannello a messaggio variabile mostra il messaggio "OVERHEIGHT MUST TURN". L'intento dell'installazione era ridurre il numero di incidenti, contando sul fatto che la lunga attesa al semaforo rosso avrebbe dato ai conducenti il tempo di accorgersi del messaggio e prendere un'altra direzione. Malgrado ciò, i camionisti hanno continuato a colpire il ponte, probabilmente perché convinti che il messaggio mostrato sul semaforo fosse riferito ad un altro veicolo accanto al proprio.

### Innalzamento
Nell'ottobre 2019, la North Carolina Railroad Company ha iniziato i lavori per innalzare il ponte di 8 pollici (0,20 m), come parte di un progetto da 500.000 dollari per migliorare la sicurezza e ridurre i danni al ponte causati dagli impatti, sebbene quest'ultimo sia protetto da una pesante sbarra di acciaio che impedisce ai veicoli di urtare direttamente contro la struttura del ponte. Il cavalcavia è stato alzato fino all'altezza di 12 piedi 4 pollici (3,76 m). L'intero progetto avrebbe dovuto richiedere due settimane per essere completato, anche se l'operazione di innalzamento effettivo del 30 ottobre 2019 è durata solo 8 ore.
La nuova altezza è ancora di gran lunga sotto gli standard per i ponti, quindi il sistema di segnali di avvertimento e la sbarra di protezione sono stati mantenuti. Ventidue giorni dopo il sollevamento, il 26 novembre 2019 si è verificata un'altra collisione e da allora si sono verificate ulteriori collisioni, anch'esse pubblicate sul canale YouTube del ponte, rinominato 11foot8+8 bridge.

## Fama acquisita tramite Internet
Nell'aprile 2008, Jürgen Henn, impiegato in un ufficio vicino al luogo dove è situato il ponte, installò una telecamera di videosorveglianza puntata verso il ponte per registrare gli incidenti e nel giugno 2009 ne installò una seconda per registrare gli impatti da due diverse angolazioni. Da allora, sono stati registrati oltre 150 incidenti, interamente pubblicati su YouTube. I video hanno gradualmente attirato l'attenzione di un'emittente televisiva locale e alla fine anche dei media internazionali, oltre ad aver suscitato un sempre maggiore interesse tra gli utenti di YouTube.
Il ponte è solo uno dei numerosi cavalcavia bassi della zona contro cui i camion si schiantano frequentemente; tuttavia, i video divennero popolari e portarono questo particolare ponte all'attenzione dei media internazionali, tra cui il Wall Street Journal, che dedicò all'11foot8 bridge un articolo in prima pagina.